# Namloyak
Lhade Namloyak (tibétain : ལྷ་སྡེ་གནམ་ལོ་ཡག, Wylie : Lha-sde Gnam-lo-yag ; chinois simplifié : 安乐业) dit Namloyak ou Namlo Yak aussi appelé Namloyak Dhungser （né le 10 janvier 1970 à Lhade) est un poète bilingue tibéto-chinois, tibétologue et ancien prisonnier politique tibétain vivant actuellement en Australie.

## Biographie
Namloyak Dhungser est né à Lhade en Amdo dans une famille de nomade au Tibet en 1970 durant la révolution culturelle au Tibet. De 1981 à 1989, il a fréquenté l'école primaire de Sa-sNa, puis poursuit ses études à la Haute école des minorités nationales et, enfin, la formation continue pour les enseignants à l'institut des nationalités. En 1992, il s'inscrit à l'Institut supérieur de formation des enseignants des nationalités du Qinghai, où il se spécialise en tibétain et en chinois. De 1992 à 1993, il est écrivain et enseignant chercheur travaillant au Bureau des affaires culturelles du comté de Xinghai, Tso-Ngon (province du Qinghai), préfecture autonome tibétaine de Hainan. 
Accusé d'être impliqué dans une organisation souterraine, il est arrêté le 7 mai 1993 en même temps que ses amis Tsegön Gyal et Lukar Jam Atsok,. Jugé par le Tribunal de Tsonub le 28 juillet 1994, il est condamné à 16 ans de prison pour espionnage. Ils ont fait appel du verdict inéquitable, mais cela a été rejeté. Pour revendiquer leurs droits, Tsegön Gyal et Namlo Yak entamèrent en juin 1997 une grève de la faim. Ils ont été libérés pour raisons médicales le 26 juin 1997, peu avant la rétrocession de Hong Kong à la Chine, pour satisfaire l'opinion publique internationale, selon Lukar Jam Atsok, qui parvint à s'enfuir du Tibet en 1998. 
Cependant, Tsegön Gyal et Namlo Yak ont été réincarcérés deux mois plus tard. Namloyak et Tsegon Gyal ont été torturés de façon inhumaine pendant leur détention. Concernant Namloyak, les chocs électriques réguliers lui ont donné un bégaiement perpétuel.
Libéré le 14 novembre 1997, il ne peut mener une vie normale au Tibet et il s'exile en Inde en mars 1999. Du 1er mai 1999 au 31 mars 2005, il est écrivain indépendant et pour le Research Centre for Tibet du gouvernement tibétain en exil.
Du 1er avril 2005 au 13 mai 2007, il est chercheur pour l'ONG Campagne internationale pour le Tibet à Dharamsala.
À partir du 14 mai 2007, il s'installe en Australie pour étudier et travailler.
Namloyak écrit en chinois et en tibétain. Certains de ses poèmes sont publiés dans des revues en tibétain. Dhondup Gyal (en) est sa source principale d'inspiration. Un an après son entrée en prison, il réussit à écrire en utilisant du matériel d'écriture apporté par les familles de codétenus. Il écrivit un grand recueil de poèmes avec l'encre des tubes intérieurs de stylos sur du papier de cigarettes.  
Certains de ses poèmes sont traduits en anglais, en français et en espagnol. 
En octobre 2013, il publie avec Yuan Hongbing à Taipei un livre sur la mort du 10e panchen-lama. Le livre dévoile le complot de l'assassinat par le parti communiste chinois (PCC) du 10e panchen-lama. Basé sur des faits historiques, le livre décrit comment Deng Xiaoping et d'autres oligarques, membres fondateurs du PCC, ont pris la décision d'assassiner par empoisonnement le 10e panchen-lama, et ce sous la direction de Hu Jintao et Wen Jiabao, et la mise en œuvre de Meng Hongwei, Hu Chunhua et Zhou Meizhen.

## Principales publications
- Poetry And Prison (Tibet’s first collection of poetry in prison) 1999 en Inde.
- (zh) Nights of Snow on fire 2005 aux États-Unis "
- (zh) Truth for Promotion of Peaceful Talks—Follow-up Recording of the 3rd China Trip of Special Envoy of Dalai Lama, 2004 aux États-Unis
- (zh) 《Review of Tibetan’s Opinions》 , 2005 aux États-Unis "
- The Poetry in Name of Tibet (Collective Tibetan translation), 2006 en Inde.
- Research for Sangdhor （Tibetan ）2010 en Amdo
- (zh) An in-depth perspective of Tibetan self-immolation-The origin and development of Tibetan self-immolation protest movement , 2013 à Taïwan
- (zh) Yuan Hongbing et Namloyak Assassination of the Buddha——The Truth of the Death of His Holiness the 10th Panchen Lama, 2013 à Taïwan
- (zh) An Introduction to History of International Tibetology (Chinese) May of 2016 in Taiwan
- TIBET Restoring State VS Colonial 'Autonomic (Chinese: 西藏 复国VS 亡国) (1951-2021) October of 2021 in Taiwan
- Aflame for Freedom in Tibet: The Origin and Development of the Self-Immolation Movement (English), (co-translator/editor Dr. Joshua Esler), Lexington Books, 2024
- "The Truth Behind the Assassination of Tenzin Delek Rinpoche," narrated by Nyima Lhamo. (Translation into Chinese) Dharamshala, 2025

### Participation
- Like Gold That Fears No Fire, ICT, 2009